# 金在植
金 在植（キム・ジェシク、朝鮮語: 김재식、1923年11月20日 - 2016年3月1日）は、大韓民国の政治家、陸軍軍人（陸軍大領）、実業家。元水産庁長、第16代全羅南道知事、第10代韓国国会議員。
号は老農（ノノン、노농）。本貫は金海金氏。円仏教徒。

## 経歴
日本統治時代の全羅南道の長城郡に生まれた。1944年に拓殖大学を卒業後、1955年に工兵基地廠長を務め、1960年に陸軍大学校を卒業した。1963年に農林部水産局長を務め、1964年に水産業協同組合中央会長、1968年に水産庁長を歴任した。1969年10月25日から1973年9月25日まで第16代全羅南道知事を務め、1972年に全南大学校行政大学院を修了し、1973年より東立産業振興公社株式会社の社長を務めた。
1992年に帰郷し、米について勉強し始め、日本から持ち込んだ種子に基づいて新品種の稲を開発した。2001年に長城郡長城邑に「米の家」を開いた。2016年に93歳で死去した。